# Helge Meeuw
Helge Meeuw (* 29. August 1984 in Wiesbaden) ist ein ehemaliger deutscher Schwimmer.

## Werdegang
Meeuws Eltern Folkert Meeuw und Jutta Weber waren ebenfalls Schwimmsportler, die unter anderem in den Jahren 1968 bzw. 1972 zum deutschen Kader bei den Olympischen Spielen gehörten. Nachdem er von 1985 bis 1989 in Windhoek (Namibia) aufgewachsen war, machte er 2004 sein Abitur in Wiesbaden an der Oranienschule. Seit November 2011 ist Meeuw  mit der ehemaligen Schwimmerin Antje Buschschulte verheiratet, mit der er drei Töchter hat. Nach einem Studium der Humanmedizin an der Otto-von-Guericke-Universität Magdeburg arbeitet er heute als Arzt. Er lebt mit seiner Familie in Magdeburg.
Helge Meeuw trat international erstmals bei den Schwimmweltmeisterschaften 2003 in Barcelona in den Disziplinen 200 Meter Rücken und 200 Meter Schmetterling an und erreichte dort jeweils das Halbfinale.
Seine Spezialdisziplinen wurden danach die 100 und 200 Meter Schmetterling sowie die 50, 100 und 200 Meter Rücken. Über 200 Meter Schmetterling wurde er Deutscher Meister 2004, über 100 Meter Schmetterling Deutscher Meister 2005. Bei den Olympischen Spielen 2004 in Athen ging er über diese Strecken für Deutschland an den Start, schied jedoch jeweils in den Halbfinalläufen aus.
Bei den Weltmeisterschaften 2005 in Montreal konnte er erstmals ein Finale erreichen. Über 200 Meter Schmetterling wurde er in 1:57,07 min Siebter. Im gleichen Jahr konnte Meeuw sich bei den Kurzbahneuropameisterschaften in Triest das erste Mal international durchsetzen und gewann über 200 Meter Schmetterling in 1:52,49 min hinter dem fast Weltrekord schwimmenden Weltmeister Paweł Korzeniowski aus Polen die Silbermedaille.
Die Kurzbahnweltmeisterschaften 2006 in Shanghai wurden zu seiner bislang erfolgreichsten Weltmeisterschaft. Dort gewann er über 50 und 100 Meter Rücken jeweils Bronze, über 200 Meter Schmetterling wurde er Sechster.
Bei den Deutschen Meisterschaften 2006 in Berlin wurde er Meister über 50 Meter Rücken, 200 Meter Schmetterling, 100 Meter Rücken, 100 Meter Schmetterling und 200 Meter Rücken. Das Erringen von fünf deutschen Meistertiteln in einem Jahr gelang zuvor noch keinem Schwimmer und brachte Meeuw so den Spitznamen „Fünf-Sterne-General“ ein. Im Finale über 200 Meter Rücken stellte er mit der Zeit von 1:56,34 min einen neuen Europarekord auf; außerdem erzielte er als Startschwimmer der 4-mal-100-Meter-Lagenstaffel seines Vereines mit 53,46 s einen neuen Europarekord über 100 Meter Rücken. Diese Zeit hätte ausgereicht, um das 100-Meter-Rücken-Finale der Olympischen Spiele 2004 mit sechs Zehntelsekunden Vorsprung zu gewinnen.
Bei den Europameisterschaften 2006 in Budapest gewann Meeuw mit der Goldmedaille über 50 Meter Rücken seinen ersten großen Titel. Über 100 und 200 Meter Rücken ging er als Europarekord-Halter und Mitfavorit an den Start, enttäuschte in diesen Rennen aber als Siebter bzw. Fünfter. Immerhin gewann Meeuw mit der Goldmedaille über 50 Meter die einzige Medaille für die deutschen Männer in Budapest. Bei den Kurzbahneuropameisterschaften in Helsinki gewann Meeuw insgesamt vier Medaillen: Gold über 50 m Rücken und mit der 4-mal-50-Meter-Lagenstaffel, die in 1:34,06 min einen neuen Weltrekord aufstellte; außerdem Silber über 100 und 200 Meter Rücken hinter dem Russen Arkadi Wjattschanin.
2007 konnte sich der Frankfurter zwei Studentenweltmeister-Titel sichern. Bei der Universiade in Bangkok gewann er sowohl über 50 als auch über 100 Meter Rücken Gold. Bei den Deutschen Kurzbahnmeisterschaften im selben Jahr in Essen erschwamm er sich ebenfalls zwei Titel, über 100 und 200 Meter Rücken. Auch die Kurzbahn-Europameisterschaften in Debrecen verliefen für Helge Meeuw erfolgreich. Über 50 Meter Rücken gewann er Silber, über 100 Meter Rücken die Bronzemedaille.
Bei den Deutschen Meisterschaften und Olympiaqualifikation 2008 stellte er eine Jahresweltbestzeit über 100 Meter Rücken auf und verbesserte seinen eigenen Europarekord über diese Strecke auf 53,10 s. Als Medaillenhoffnung zu den Olympischen Spielen in Peking 2008 angereist, gelang es Meeuw nicht, die Erwartungen zu erfüllen. Über 100 Meter Rücken schied er bereits im Vorlauf aus. Über 200 Meter erreichte er immerhin im Halbfinale Platz acht, jedoch zeitgleich mit dem „alten Bekannten“ Arkadi Wjattschanin. Das daraufhin angesetzte zusätzliche Ausschwimmen verlor Meeuw und war damit ausgeschieden.
Bei den Weltmeisterschaften 2009 in Rom gelang es Meeuw, über 100 Meter Rücken die Silbermedaille hinter dem Japaner Jun’ya Koga zu gewinnen. Gemeinsam mit Hendrik Feldwehr, Benjamin Starke und Paul Biedermann stellte Meeuw mit der 4-mal-100-Meter-Lagenstaffel in Rom einen Europarekord (3:28,58 min) auf, was hinter dem Weltrekord (3:27,28 min) schwimmenden US-Quartett um Michael Phelps den Gewinn der Silbermedaille bedeutete. Meeuw gelang dabei als Startschwimmer in 52,27 s über 100 Meter Rücken ebenfalls ein neuer Europarekord.
Nach einer Auszeit 2010 mit Konzentration auf das Erste Staatsexamen im Studium der Medizin versuchte Meeuw sich noch einmal in einer Olympiavorbereitung. Bei den Weltmeisterschaften 2011 in Shanghai erreichte er über 100 Meter Rücken das Finale und schwamm in 53,28 s auf Platz sieben. In der gleichen Besetzung wie zwei Jahre zuvor in Rom erschwamm sich die 4-mal-100-Meter-Lagenstaffel mit Meeuw die Bronzemedaille.
Die olympische Saison 2012 verlief nicht ohne Pannen und Ausfälle. Insgesamt hatte Meeuw zwölf Wochen Trainingsausfall und damit zusammengerechnet 199 Stunden Training verpasst. Die Olympiaqualifikation gelang ihm erst bei den Europameisterschaften in Debrecen, wo er mit 53,80 s die Norm unterbieten konnte und sich die Silbermedaillen hinter dem Griechen Aristeidis Grigoriadis über 100 Meter Rücken und mit der Lagenstaffel in der Besetzung Helge Meeuw, Christian vom Lehn, Steffen Deibler, Marco di Carli sichern konnte. Bei den Spielen in London konnte Meeuw mit sechsten Plätzen über 100 Meter Rücken in 53,48 s sowie mit der Lagenstaffel zusammen mit Christian vom Lehn, Steffen und Markus Deibler erstmals auch bei den olympischen Wettkämpfen überzeugen.
Im Februar 2013 beendete Meeuw seine Karriere.

## Rekorde
| Deutsche Rekorde (2)    | Deutsche Rekorde (2) | Deutsche Rekorde (2) | Deutsche Rekorde (2) |
| ----------------------- | -------------------- | -------------------- | -------------------- |
| 100 m Rücken            | 52,27 s              | 24. November 2007    | Rom                  |
| 100 m Rücken (Kurzbahn) | 50,26 s              | 20. Dezember 2008    | St. Petersburg       |